# Камий Гут
Камий Гут (на френски: Camille Gutt) е белгийски политик, близък до Католическата партия.

## Биография
Той е роден на 14 ноември 1884 г. в Брюксел в семейство на евреи, преселили се малко преди това от Чехия. Завършва право и политология в Брюкселския свободен университет. По време на Първата световна война и на управлението на Жорж Тьони като министър-председател (1920-1924) Гут е началник на неговия кабинет.
През 1934-1935 и 1939-1944 Камий Гут е финансов министър в поредица кабинети, включително в правителството в изгнание на Юбер Пиерло. Играе активна роля за евакуирането на белгийските финансови резерви при окупирането на страната от Германия, както и за бързата финансова стабилизация след Втората световна война.
През 1946 г. той става първият управляващ директор на Международния валутен фонд, като остава на този пост до 1951 г.
Камий Гут умира на 7 юни 1971 г. в Брюксел.
1. ↑  www.nbb.be //   Посетен на 3 декември 2008 г.